# Publier
Publier település Franciaországban, Haute-Savoie megyében. Lakosainak száma 7793 fő (2022. január 1.). Publier Champanges, Évian-les-Bains, Larringes, Marin és Thonon-les-Bains községekkel határos.

## Népesség
A település népességének változása:
| Lakosok száma | 6589 | 6912 | 7281 | 7148 | 7264 | 7341 | 7499 | 7646 | 7793 |
|               | 2013 | 2015 | 2016 | 2017 | 2018 | 2019 | 2020 | 2021 | 2022 |